# Chittur-Thathamangalam
Chittur-Thathamangalam là một thành phố và khu đô thị của quận Palakkad thuộc bang Kerala, Ấn Độ.

## Nhân khẩu
Theo điều tra dân số năm 2001 của Ấn Độ, Chittur-Thathamangalam có dân số 31.884 người. Phái nam chiếm 49% tổng số dân và phái nữ chiếm 51%. Chittur-Thathamangalam có tỷ lệ 79% biết đọc biết viết, cao hơn tỷ lệ trung bình toàn quốc là 59,5%: tỷ lệ cho phái nam là 84%, và tỷ lệ cho phái nữ là 74%. Tại Chittur-Thathamangalam, 9% dân số nhỏ hơn 6 tuổi.